# Patrick Henry (Schiff, 1941)
Die Patrick Henry war ein US-amerikanisches Frachtschiff der Liberty-Klasse.
Sie war das erste Liberty-Schiff das vom Stapel gelassen wurde. Benannt wurde sie nach Patrick Henry, einem US-amerikanischen Rechtsanwalt und Politiker und prominenter Vertreter der amerikanischen Unabhängigkeitsbewegung. Während des Zweiten Weltkriegs nahm sie an 38 Geleitzügen teil, u. a. an HX-Geleitzügen und Nordmeergeleitzügen.

## Geschichte
Die US-amerikanische War Shipping Administration (WSA) gab die Patrick Henry am 14. März 1941 bei der Bethlehem-Fairfield Shipyard in Baltimore in Auftrag. Am 27. September 1941 wurde sie, zusammen mit 13 weiteren Liberty-Schiffen vom Stapel gelassen und bis 30. Dezember fertig gestellt.
Während des Zweiten Weltkrieges fuhr sie überwiegend in Geleitzügen, aber auch als Einzelfahrer die verschiedenen alliierten Häfen an.

## Geleitzüge
Im Zweiten Weltkrieg nahm sie an folgenden Geleitzügen teil.
| Geleitzug | Zeit           | Ausgangshafen        | Zielhafen          |
| --------- | -------------- | -------------------- | ------------------ |
| BX 28B    | Juli 1942      | Boston (Lage)        | Halifax (Lage)     |
| HS 29     | Juli 1942      | Halifax              | Sydney (Lage)      |
| SH 27     | Juli 1942      | Sydney               | Halifax            |
| HX 200    | August 1942    | Halifax              | Liverpool (Lage)   |
| PQ 18     | September 1942 | Liverpool            | Archangelsk (Lage) |
| QP 15     | November 1942  | Archangelsk          | Loch Ewe (Lage)    |
| ON 151    | Dezember 1942  | Liverpool            | New York (Lage)    |
| HX 226    | Februar 1943   | New York             | Liverpool          |
| ON 180    | April 1943     | Liverpool            | New York           |
| XB 52     | Mai 1943       | Halifax              | Boston             |
| BX 57     | Juni 1943      | Boston               | Halifax            |
| HX 244    | Juni 1943      | Halifax              | Liverpool          |
| ON 193    | Juli 1943      | Liverpool            | New York           |
| UGS 15    | August 1943    | Hampton Roads (Lage) | Casablanca (Lage)  |
| UGS 18    | Oktober 1943   | Algier (Lage)        | Malta              |
| MKS 29    | Oktober 1943   | Augusta (Lage)       | Bizerta            |
| NV 9A     | November 1943  | Neapel (Lage)        | Augusta            |
| MKS 32    | November 1943  | Augusta              | Bizerta            |
| KMS 34    | Dezember 1943  | Bizerta              | Augusta            |
| VN 12     | Dezember 1943  | Augusta              | Neapel             |
| GUS 26    | Januar 1944    | Bizerta              | Hampton Roads      |
| NG 417    | Februar 1944   | New York             | Guantanamo         |
| GAT 119   | Februar 1944   | Guantanamo           | Trinidad           |
| TJ 25     | März 1944      | Trinidad             | Rio de Janeiro     |
| CD 36     | April 1944     | Kapstadt             | Port Elizabeth     |
| DC 46     | April 1944     | Durban               | Kapstadt           |
| LTS 21    | Mai 1944       | Lagos                | Freetown           |
| SL 160    | Juni 1944      | Freetown             | Dakar              |
| SL 161    | Juni 1944      | Dakar                | Gibraltar          |
| UGS 45    | Juni 1944      | Gibraltar (Lage)     | Augusta            |
| VN 51     | Juli 1944      | Augusta              | Neapel             |
| GUS 54    | Oktober 1944   | Oran (Lage)          | Hampton Roads      |
| UGS 61    | November 1944  | Hampton Roads        | Gibraltar          |
| GUS 73    | Februar 1945   | Oran                 | Hampton Roads      |
| HX 347    | April 1945     | New York             | Liverpool          |
| TAM 139   | April 1945     | Southend (Lage)      | Antwerpen          |
| ATM 131   | April 1945     | Antwerpen            | Southend           |
| ON 299    | Mai 1945       | Southend             | New York           |